# Лезгара
Лезгара (груз. ლეზგარა) — село в Грузии, на территории Местийского муниципалитета края (мхаре) Самегрело-Верхняя Сванетия.

## География
Село находится в северо-западной части Грузии, на левом берегу реки Ингури, на расстоянии приблизительно 13 километров (по прямой) к западо-юго-западу от посёлка городского типа Местиа, административного центра муниципалитета. Абсолютная высота — 1308 метров над уровнем моря.

## Население
По результатам официальной переписи населения 2014 года в Лезгаре проживал 41 человек (21 мужчина и 20 женщин). В национальной структуре населения грузины составляли 100 %.
| Год  | Население, человек |
| ---- | ------------------ |
| 2002 | 72                 |
| 2014 | ↘ 41               |